# Teemu Laine
Teemu Laine, född 9 augusti 1982, är en finländsk före detta ishockeyspelare som spelade i Jokerit, Tappara, TPS, HV71, Dinamo Minsk och Donbass Donetsk. År 2000 blev Laine draftad av NHL-laget New Jersey Devils i andra rundan, som nummer 39 totalt.
Laine gjorde det avgörande målet för HV71 i Sudden death i finalmatch nummer 6 mot Djurgårdens IF säsongen 2009/2010. Målet innebar SM-guld för hans HV71. Han var även känd som en humörspelare som gärna gav tjuvnyp och gruffade med motståndarna.

## Meriter
- FM-guld 2002 med Jokerit
- SM-silver med HV71 2009
- SM-guld med HV71 2010 och 2017

## Klubbar
- Jokerit 2000–2004
- Kiekko-Vantaa (lån)
- Tappara 2004–2007
- TPS 2007–2008
- HV71 2008–2011, 2014–2017
- Dynamo Minsk 2011–2013
- Donbass Donetsk  2013–2014